# اختبار حركية المريء

المريء والمعدة والأمعاء الدقيقة

يتكون المَرِيء من طبقتين من العضلات. وتتحكم في مدخل المريء عضلة تسمى العضلة العاصرة العليا، كما تتحكم في مخرجه عضلة اسمها العضلة العاصرة السفلى وهي السنتيمترات الثلاثة أو الأربعة الأخيرة من المريء، وهي أشبه بصمام ذي ضغط عال. وتتميز حركية المريء وانقباضات عضلات المريء بالتناغم والتناسق، وأي خلل في هذا التناغم قد يؤدي لمشاكل وأمراض عديدة. ويلعب اختبار حركية المريء دورًا كبيرًا في تشخيص هذه الأمراض حيث يعمل الجهاز المستخدم في الاختبار على تصوير انقباضات وارتخاءات المريء بصورة يتمكن الطبيب من قرائتها وتحديد المرض.

## دواعي إجراء الاختبار

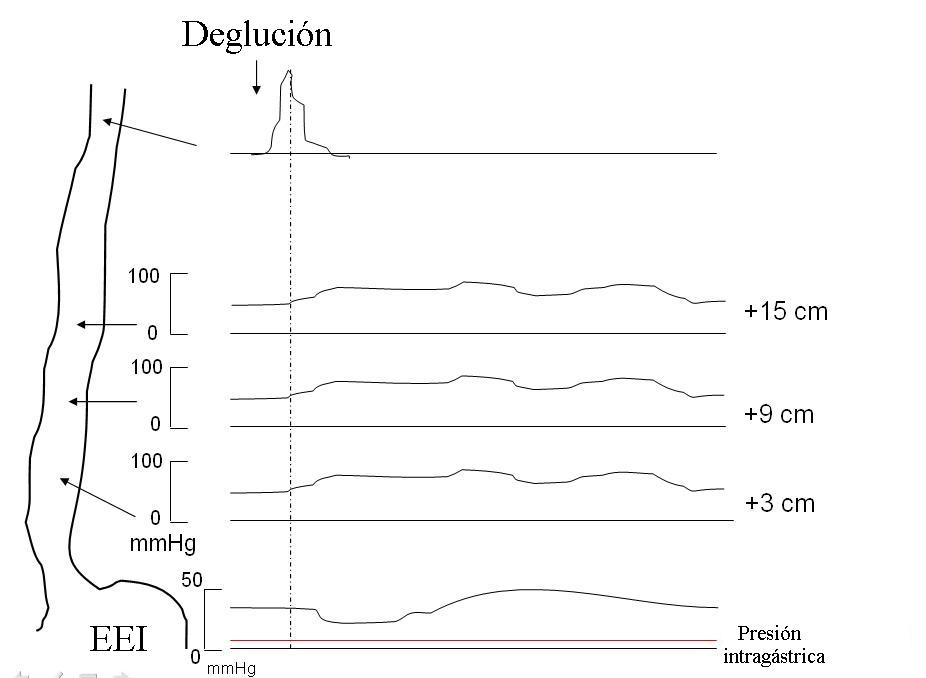
رسم بياني ناتج عن اختبار حركية المريء يظهر زيادة في انقباض العضلة العاصرة السفلية للمريء مما يرجح تشخيص مرض تعذر الارتخاء المريئي

يتم إجراء هذا الاختبار لتقييم انقباض عضلات المريء والحركة الدودية به وذلك في حالة ظهور أعراض مثل عسر البلع، ومعاناة الألم أثناء بلع السوائل أو الطعام الصلب، وأعراض ارتجاع المريء وآلام بالصدر.
ومن خلال نتائج الاختبار يتم التوصل لتشخيص دقيق لسبب الأعراض مثل مرض تشنج المريء، ومرض تعذر الارتخاء المريئي، ومريء كسارة البندق. وقد يجرى الاختبار في حالات تقرحات المريء وسرطان المريء.

## الطريقة
لاجراء الفحص لا بد من ادخال انبوب قسطرة رفيع ومرن جدا مزود بحساسات صغيرة -يصل عددها إلى 360 حساسًا- عن طريق الأنف إلى الجزء العلوي من المعدة مارًا بالمريء. ويطلب من المريض شرب كمية محددة من الماء ليقوم انبوب القسطرة بتسجيل حركية المريء وقوة انقباض الصمامين العلوي والسفلي ويستغرق إدخال الأنبوب عدة دقائق.
لا يتم تخدير المريض لأن ذلك قد يؤثر على نتائج الاختبار وتتفاوت درجة الشعور بالألم أو عدم الراحة أو بالرغبة في التقيؤ أثناء الاختبار من مريض إلى آخر وفي المجمل لا يتسبب الاختبار في آلام مبرحة بتاتًا.
ولإكمال الفحوصات يتم وضع قسطرة (أنبوب) اقل سماكة من السابقة بنفس الطريقة وتبقى في مكانها لمدة 24 ساعة لقياس الأس الهيدروجيني «PH» في المريء وذلك لتقييم ارتجاع الحامض المعدي للمريء والذي بدوره قد يسبب عند البعض تقلصات في المريء. يمكن للمريض خلال تلك الساعات ممارسة أنشطة حياته المختلفة كالعمل والدراسة كما يمكنه تناول الأطعمة والمشروبات والنوم.
ويتعين على المريض التوقف عن تناول الطعام والشراب لمدة 8 ساعات قبل إجراء الاختبار، كما أنه لابد من التوقف عن تناول مجموعة من الأدوية قبل إجراء الاختبار ومنها مثبطات مضخة البروتون ومضادات الحموضة وحاصرات H2, بالإضافة إلى حاصرات بيتا وحاصرات قنوات الكالسيوم المستخدمة في علاج مرض ارتفاع الضغط وغيره. ولابد من مراجعة الطبيب بشكل عام عن تعاطي أية أدوية في الفترة التي تسبق الاختبار.

## المخاطر
يعد اختبار حركية المريء آمنًا في المجمل، كما أنه مخاطر الإصابة بالمضاعفات تعتبر نادرة، ولكنه كأي إجراء طبي يحمل احتمالية الإصابة ببعض الأعراض الجانبية مثل: الرغبة في التقيؤ واحساس بالضيق بالأنف والحلق أثناء تركيب أنبوب الاختبار، وبعض احتقان الحلق ورشح ونزيف الأنف بعد نهاية الاختبار، وقد تصل المضاعفات -في حالات شديدة الندرة- إلى اضطراب بضربات القلب أو استنشاق بعض محتويات المعدة المرتجعة إلى المريء مما يسبب التهاب رئوي.

## حديثًا
ظهرت مؤخرًا أجهزة عالية الدقة يطلق عليها High Resolution Manomerty.